# Атеринові
Атеринові (Atherinidae) — родина риб ряду атериноподібні.

## Загальні відомості
Більшість представників родини мають відносно малі розміри, найбільша за розміром — Atherinopsis californiensis — досягає 44 см, але більшість досягають 20 см, а деякі навіть не більше 5 см. Мають веретеноподібне тіло, іноді трохи сплюснуте з боків, зазвичай невеликі розміри. Тіло вкрите крупною циклоїдною або рідше ктеноїдною лускою. Спинних плавця — два. Вздовж тіла завжди є темна або срібляста смуга. Всі атерини — зграйні пелагічні риби, живляться планктоном. Розмноження на мілководді, ікра відкладається на підводні рослини або пісок.

## Розповсюдження
Родина включає морські, солонуватоводні та прісноводні види. Проникнення у прісні води у Старому та Новому Світі проходило незалежно, що призвело до появи родів, які досить суттєво відрізняються один від одного. Прісноводні атерини особливо характерні для тропічної зони, хоча в Америці вони зустрічаються від Аргентини до Великих озер. У річки можуть заходити види, які зазвичай постійно мешкають у морі. Морські представники родини не відходять далеко від берегів. В Україні зустрічаються у Чорному та Азовському морях. У Чорному морі зустрічається два види: атерина піщана Atherina boyeri (живе біля берегу та в лиманах) та атерина середземноморська Atherina hepsetus (живе у віддалені від берега).

## Значення
Атерини є їжею для морських хижих риб. Також мають промислове значення. У Середземному морі ловлять середземноморську (Atherina hepsetus) і піщану атерини (Atherina boyeri)  — невеликих риб розмірами 10-15 см. У Чорному морі їх виловлюють під час весняного ходу у Азовське море через Керченську протоку. Більше половини світового улову видобувають у країнах Південної Америки: Чилі, Перу, Аргентині, Бразилії. Улов переважно складається з австроменидій (Austromenidia), одонтестів (Odontesthes), базиліхтів (Basilichthys), які мають розміри до 15 см, але можуть досягати довжини 25 — 30 см. Їх цінують за смачне м'ясо та називають королівською рибою («pejerrey»). У прісних водах Центральної Америки добувають хіростом (Chirostoma), довжиною до 50 см. Біля берегів Каліфорнії ловлять корюшкоподібну атерину (Atherinopsis californiensis), яка має розміри до 45 см.

## Класифікація
Містить 165 видів, що відносяться до 25 родів, таких як::
- Alepidomus
- Atherina — Атерина
- Atherinason
- Atherinomorus
- Atherinosoma
- Atherion
- Craterocephalus
- Hypoatherina
- Kestratherina
- Labidesthes
- Leptatherina
- Menidia
- Poblana
- Sashatherina[3]
- Stenatherina
- Teramulus